# سوناتا بيانو رقم 14 (بيتهوفن)

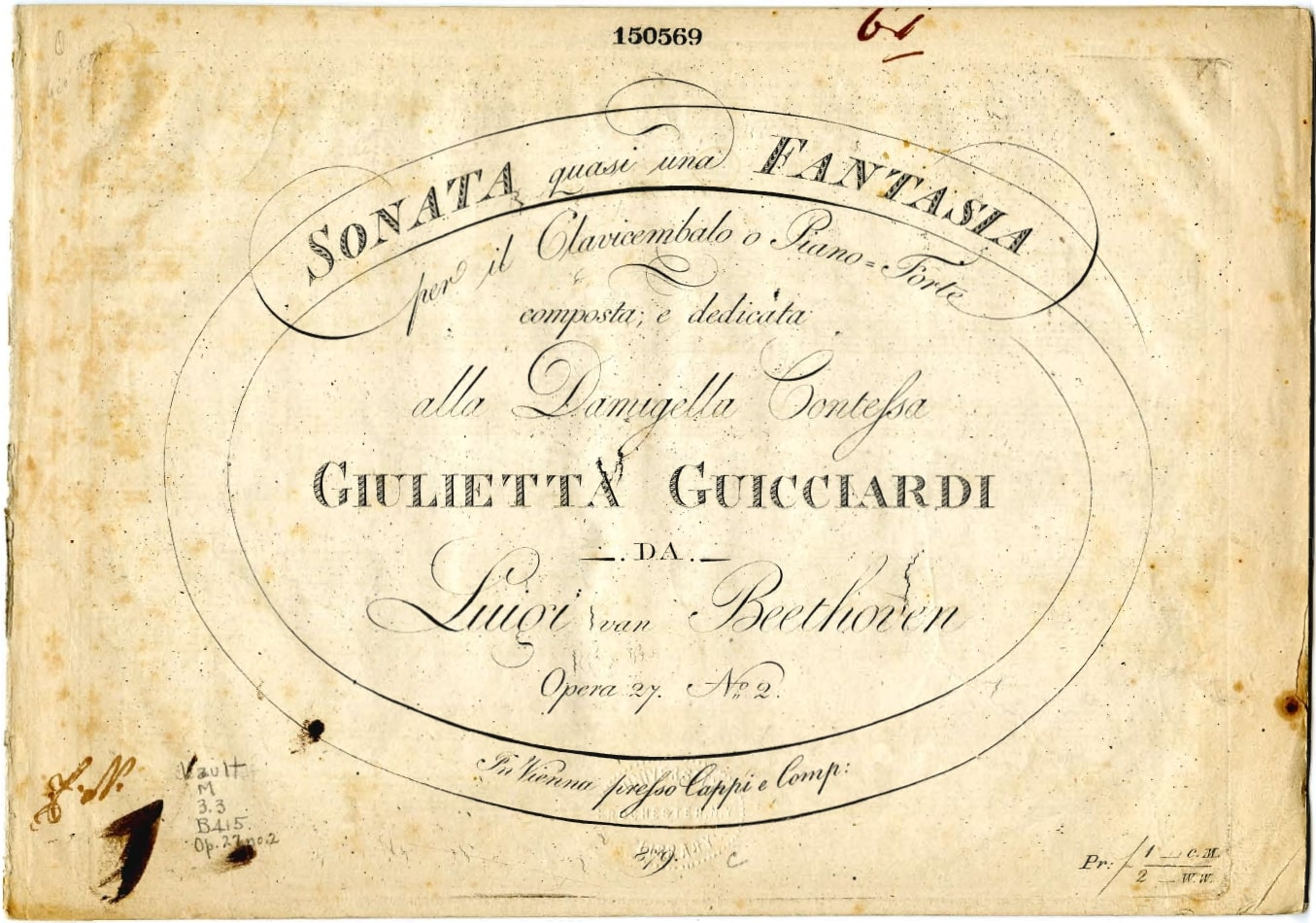
الصفحة الأولى من الطبعة الأولى لهذا العمل والمنشور في فيينا سنة 1802 من قبل Gio. Cappi e Comp.

سوناتة بيانو رقم 14 تصنيف Op. 27, No. 2 والتي تعرف باسم "Quasi una fantasia"، كما تعرف بالاسم الشائع سوناتة ضوء القمر Moonlight Sonata، هي سوناتة بيانو للموسيقار لودفيج فان بيتهوفن على سلم دو مرتفع الصغير.
أتم بيتهوفن هذا العمل سنة 1801، وفي سنة 1802 أهداه إلى طالبته الكونتيسة جيوليتا جيكياردي Giulietta Guicciardi. وتعد هذه المقطوعة الموسيقية أحد أشهر أعمال بيتهوفن على البيانو.

## الهيئة
تتألف سوناتة بيانو رقم 14 لبيتهوفن من ثلاث حركات:
1. Adagio sostenuto
2. Allegretto
3. Presto agitato

تمثل هذه المصطلحات باللغة الإيطالية سرعة الإيقاع